# Prothema coomani
Prothema coomani là một loài bọ cánh cứng trong họ Cerambycidae.